# 佩芬根
佩芬根是德国莱茵兰-普法尔茨州的一个市镇。总面积5.80平方公里，总人口230人，其中男性116人，女性114人（2011年12月31日），人口密度40人/平方公里。